# Li Jie (tennis de table)
Pour les articles homonymes, voir Li Jie et Li.
Li Jie (chinois : 李洁 ; pinyin : lǐ jié), née le 6 mars 1984 en Chine, est une pongiste qui représente les Pays-Bas.
Son style de jeu est basé sur la défense.
Elle a participé aux Jeux olympiques de 2008, de 2012 et de 2016 dans la délégation néerlandaise. Son meilleur classement mondial est no14 en octobre 2015.

## Palmarès
- Demi-finaliste aux championnats du monde en double en 2015
- Championne d'Europe par équipe en 2008, 2009 et 2011
- Vice championne en simple et par équipe aux Jeux européens de 2015
- Vainqueur d'une étape du Pro Tour à Velenje en 2008
- Finaliste du Top 12 européen en 2009 et 2012
- Vainqueur du Top 16 européen en 2017